# FC Hoyvík
Az FC Hoyvík (korábban Ítróttarfelagið Fram) egy feröeri labdarúgóklub. Jelenleg a Feröeri labdarúgó-bajnokság másodosztályában játszik.

## Történelem
A csapat a 2008-as szezonban a 2. deild élén végzett, ezzel feljutott az 1. deildbe. 2008 végén a klub nevét FC Hoyvíkra változtatták (Hoyvík Tórshavn dinamikusan fejlődő északi elővárosa).

## Eredmények
A klub legjobb eredménye az 1977-ben elért, kiesést érő 10. helyezés.